# Neoserica fraterna
Neoserica fraterna är en skalbaggsart som beskrevs av Brenske 1901. Neoserica fraterna ingår i släktet Neoserica och familjen Melolonthidae. Inga underarter finns listade i Catalogue of Life.